# رايموند جان
رايموند جان (بالفرنسية: Raymond Jean)‏ هو كاتب مقالات وكاتب وسياسي فرنسي، ولد في 21 نوفمبر 1925 في مارسيليا في فرنسا، وتوفي في 3 أبريل 2012 في فرنسا. انتخب conseiller régional de Provence-Alpes-Côte d'Azur ‏ (1992 – ).